# منطقة ماهراججاني
ماهراججاني رمزها «MG» (بالإنجليزية: Maharajganj)‏ ، هو تقسيم إداري لدولة الهند تتبع ولاية أتر برديش (بالإنجليزية: Uttar  Pradesh)‏ ، مركزها هو مدينة ماهراججاني (بالإنجليزية: Maharajganj)‏ عدد سكانها حسب تعداد سنة 2001 هو 2,167,041 ، مساحتها 2,948 كم² وكثافة السكان 735 لكل كم² .